# Care Santos
Care Santos Torres (Mataró, Barcelona; 8 de abril de 1970) es una escritora y crítica literaria española en lenguas castellana y catalana. En el año 2017 ganó el premio Nadal.

## Biografía
Care Santos realizó estudios de Derecho y Filología Hispánica en la Universidad de Barcelona. Empezó su carrera periodística en el Diario de Barcelona, al que le siguieron diversos medios, como ABC o El Mundo. 
Desde que en 1995 se dio a conocer con un volumen de relatos, Cuentos cítricos, ha acumulado gran número de premios y publicaciones, en los géneros de novela (IV Premio Ateneo Joven de Sevilla de Novela, finalista del XI Premio Primavera de Novela, LXXIII Premio Nadal), relato (Premio de Narrativa Ciudad de Alcalá, Premio Ana María Matute, II Premio Alfonso de Cossío de Relato Corto), narrativa juvenil (Premio Barco de Vapor, Premio Gran Angular en castellano y en catalán, Premio Edebé de Libro Juvenil, Premio Alandar de Literatura Juvenil, XXI Premio Ramón Muntaner de literatura juvenil) y poesía (finalista del Premio Surcos, XXIV Premio Carmen Conde de Poesía de Mujeres).
Su novela Habitaciones cerradas fue adaptada a la televisión y estrenada en forma de miniserie por TVE en 2014. Fue fundadora y presidenta de la Asociación de Jóvenes Escritores Españoles, y es coordinadora de contenidos del blog de crítica literaria La tormenta en un vaso. Ha sido traducida a 22 idiomas.
Fue socia de honor de Nocte, la Asociación Española de Escritores de Terror.
Care Santos ha sido galardonada con el  XXIV Premio Cervantes Chico de Literatura Infantil y Juvenil.
Como crítica literaria o estudiosa de la literatura ha publicado reseñas y reportajes en numerosas revistas especializadas como ABC Cultural, El Cultural, Qué Leer, Arbor, Ínsula, Historia y vida o Mercurio. Como creadora, también ha participado en publicaciones periódicas como Calamar, Matador, El Extramundi y los papeles de Iria Flavia o Mirlo, entre otras muchas.

## Obra

### Novela
- El tango del perdedor (Barcelona, Alba, 1997). Descatalogado. Traducido al alemán (Alondra Tanz Den Tango; Berlín, Kindler Verlag, 1999).
- Trigal con cuervos (IV Premio Ateneo Joven de Sevilla de Novela; Sevilla, Algaida, 1999). 306 páginas, ISBN 84-7647-898-1.
- Aprender a huir. Barcelona, Seix Barral, 2002.
- El dueño de las sombras. Barcelona: Ediciones B, 2006.
- El síndrome Bovary. Sevilla, Algaida, 2007.
- La muerte de Venus, finalista del XI Premio Primavera de Novela. Madrid, Espasa, 2007.
- Hacia la luz, Madrid, Espasa, 2008.
- El mejor lugar del mundo es aquí mismo, en colaboración con Francesc Miralles, 2008.
- Habitaciones cerradas, Madrid, editorial Planeta, 2011.
- Esta noche no hay luna llena, 2012.
- El aire que respiras, 2013.
- Deseo de chocolate, 2014.
- Mentira, 2014.
- Media vida, 2017.
- Todo el bien y todo el mal, 2018.
- Seguiré tus pasos, 2020.
- El loco de los pajaros, 2023

### Relatos
- Cuentos cítricos. Madrid, Libertarias, 1995. Descatalogado.
- Intemperie. Premio de Narrativa Ciudad de Alcalá; Alcalá de Henares, Fundación Colegio del Rey, 1996; segunda edición corregida y con epílogo de la autora en Madrid, Páginas de Espuma, 2003.
- Ciertos testimonios. Caracas, Memorias de Altagracia, 1999.
- 'Solos'. Valencia, Pre-Textos, 2000.
- Matar al padre. II Premio Alfonso de Cossío de Relato Corto; Sevilla, Algaida, 2004.
- Los que rugen. Madrid: Páginas de Espuma, 2009.

### Narrativa infantil
- Quiero ser mayor. Barcelona, Destino/Oxford, 2005. Traducido al catalán (Vull ser gran).
- Se vende mamá. Premio Barco de Vapor 2009.

### SerieInseparables para siempre(narrativa infantil)
- Cómo nos hicimos amigas. Barcelona, Ediciones B, 2003. Traducido al portugués (Presença) y brasileño (Record).
- Sé tú misma. Barcelona, Ediciones B, 2003. Traducido al portugués (Presença) y brasileño (Record).
- Ser feliz es fácil. Barcelona, Ediciones B, 2004. Traducido al catalán (Ser feliç és fàcil; B, 2005) y brasileño (Record, 2006.
- Prohibido enamorarse. Barcelona, Ediciones B, 2004. Traducido al portugués (Record, 2006).
- Dime la verdad. Barcelona, Ediciones B, 2004. Se prepara su traducción al portugués (Record).
- ¡Cuenta hasta diez!. Barcelona, Ediciones B, 2005). Se prepara la traducción al portugués (Record).
- Sorpresas a pares. Barcelona, Ediciones B, en prensa.
- Colección "Arcanus". Barcelona, editorial Planeta. 12 títulos publicados y traducidos al catalán.

### Narrativa juvenil
- La muerte de Kurt Cobain (Barcelona, Alba, 1997). Edición en Círculo de Lectores (2000). Traducido al euskera (Kurt Cobainen heriotza; Bilbao, Desclée de Brouwer, 1999).
- Okupada (Barcelona, Alba, 1997). Ediciones en Círculo de Lectores (1999 y 2000) y Punto de Lectura (2002). Traducido al catalán (Okupada; Barcelona, Columna, 2004).
- Te diré quién eres (Barcelona, Alba, 1999. Traducido al catalán (Val més anar sol; Barcelona, Grup Promotor-Santillana, 2005).
- La ruta del huracán (Barcelona, Alba, 2000). Traducido al catalán (Barcelona, Alba, 2000) e italiano (Sulla rotta dell'uragano; Milán, Mondadori, 2005).
- Hot Dogs (Premi Gran Angular; Barcelona, Cruïlla, 2000). Escrito directamente en catalán. Traducida al castellano (Hot Dogs; Barcelona, Alba, 2003).
- Krysis (Barcelona, Diagonal, 2002). Traducido al catalán (Empúries, 2001).
- Laluna.com (Premio Edebé de Libro Juvenil; Barcelona, Edebé, 2003. Traducciones al catalán y valenciano (Lalluna.com), galego (Alua.com) y euskera (Ilargia.com), todas publicadas en 2003; en preparación al lituano (Vaga Publishers, Vilna, Lituania).
- Operación Virgo (Barcelona, Diagonal, 2003). Traducido al catalán (Ara o mai; Empúries, 2003).
- Los ojos del lobo (Premio Gran Angular de Literatura Juvenil; Madrid, SM, 2004). Edición en Círculo de Lectores (2005). Traducido al catalán (Els ulls del llop; Columna, 2005).
- El circuito de Montecarlo (Madrid, SM, 2005). Edición en Círculo de Lectores (2006). Traducido al catalán (El circuït de Montecarlo; Columna, 2007).
- El dueño de las sombras (Barcelona, Ediciones B, 2006).
- Un camí dins la boira (XXI Premi Ramon Muntaner de novel·la juvenil; Columna, 2007). Escrito directamente en catalán.
- El anillo de Irina (Premio Alandar de Literatura Juvenil; Zaragoza, Edelvives, 2005). Traducido al catalán (L'anell de la Irina; Baula).
- Pídeme la luna (Barcelona, Edebé, 2007).
- Dos Lunas (Barcelona, Montena, 2008).
- Bel. Amor más allá de la muerte (Madrid, SM, 2009).
- Crypta (Madrid, Espasa, 2010).
- Mentira (Edebé, 2015).
- Verdad (Edebé, 2017).
- Miedo (Edebé, 2019).
- Ben (Edebé, 2021).

### Poesía
- Hiperestesia (finalista del Premio Surcos; Sevilla, Qüásyeditorial, 1999).
- Disección (XXIV Premio Carmen Conde de Poesía de Mujeres; Madrid, Torremozas, 2007).

### Ediciones
- Ahora hablan ellas (Barcelona, El Cobre, 2004). Traducido al catalán (Columna, 2004).
- Un diez. Antología del nuevo cuento catalán (Madrid, Páginas de Espuma, 2006).
- Bleak House Inn. Diez huéspedes en casa de Dickens. Cuentos de Pilar Adón, Elia Barceló, Oscar Esquivias, Marc Gual, César Mallorquí, Ismael Martínez Biurrun, Elena Medel, Francesc Miralles, Daniel Sánchez Pardos y Marian Womack. Edición y epílogo de Care Santos. Madrid: Fábulas de Albión, 2012.

### Varios
- La ira. Paraules enverinades (Barcelona, Columna, 2003). Escrito directamente en catalán.
- Rostros y rastros (Salamanca, Celya, 2004). Con fotografías de Paco Sánchez Blanco.
- «Trece notas para cinco condiciones » artículo sobre la película Jacques Rivette. Le Veilleur de Claire Denis y Serge Daney en Elegías íntimas. Instantáneas de cineastas. Hilario J. Rodríguez (editor). Madrid: Documenta Madrid, Festival Internacional de documentales de Madrid- Ocho y Medio, 2008.
- Steampunk: antología retrofuturista. Selección de textos y antólogo: Félix J. Palma. Relatos de Óscar Esquivias, Fernando Marías, José María Merino, Juan Jacinto Muñoz Rengel, Andrés Neuman, Fernando Royuela, Luis Manuel Ruiz, Care Santos, José Carlos Somoza, Ignacio del Valle, Pilar Vera y Marian Womack. Ed. Fábulas de Albión, 2012.
- Aquelarre. Antología del cuento de terror español actual. Cuentos de Alfredo Álamo, Matías Candeira, Santiago Eximeno, Cristina Fernández Cubas, David Jasso, José María Latorre, Alberto López Aroca, Lorenzo Luengo, Ángel Olgoso, Félix Palma, Pilar Pedraza, Juan José Plans, Miguel Puente, Marc R. Soto, Norberto Luis Romero, Care Santos, José Carlos Somoza, José María Tamparillas, David Torres, José Miguel Vilar-Bou y Marian Womack. Salto de Página, Madrid, 2010; edición de Antonio Rómar y Pablo Mazo Agüero). ISBN 978-84-15065-02-9
- Participó en Nocturnario (2016), un libro colectivo con collages de Ángel Olgoso en el que 101 escritores hispanoamericanos aportaron un texto para acompañar cada una de las imágenes.[5]
- «Lectura de Care Santos» [del cuento «Los pasadizos» de Antonio Pereira], en Natalia Álvarez Méndez y Ángeles Encinar (ed): Antonio Pereira y 23 lectores cómplices. León: Eolas Ediciones, 2019.[6]

## Adaptación a la televisión
Su novela Habitaciones cerradas inspiró la miniserie homónima protagonizada por Adriana Ugarte y Álex García y dirigida por Lluís Maria Güell.

## Premios
- 1995: Premio Ciudad de Alcalá de Narrativa
- 1998: X Premio Ana María Matute
- 1999: IV Premio Ateneo Joven de Sevilla de Novela
- 2003: II Premio Alfonso de Cossío de Relato Corto
- 2003: Premio Edebé de Libro Juvenil
- 2004: Premio Gran Angular
- 2005: Premio Alandar de Literatura Juvenil
- 2006: XXI Premio Ramon Muntaner
- 2007: Premio Carmen Conde
- 2009: Premio Barco de Vapor
- 2014: Premio Ramon Llull de novela
- 2015: Premio Edebé de Libro Juvenil
- 2017: LXXIII Premio Nadal[1]
- 2020: Premio Cervantes Chico[8]
- 2024: Premio Criticón